# 溝口優
溝口 優（みぞぐち ゆう、1986年12月7日 - ）は、東京都世田谷区出身の日本の俳優である。身長178cm、血液型はA型である。劇団fool主宰。

## 来歴・人物
大東文化大学第一高等学校卒業、代々木アニメーション学院入学。そこで初めて芝居に出会い、カクスコや劇団☆新感線に多大な影響を受ける。舞台、映像、声優を中心に活動する傍ら、殺陣・アクションでも活躍している。
2007年に自身が主宰の「劇団fool」を旗揚げ。年2〜3回の本公演を手掛ける傍ら自らも出演する。舞台天元突破グレンラガンに出演以来、IZAMと交友がある。
代々木アニメーション学院演技講師。また殺陣師、舞台監督、演出助手などでも仕事をしている。
人気劇団や都内で精力的に活動している座長や役者を集め「フリースクール」溝輪を立ち上げる。
大のプロレス好きで内藤哲也の言葉を引用している事も多い。
劇団fool以外にもALT、あるかななどなど多数に所属。
初対面でもすぐに仲良くなったりする為、人たらしと呼ばれる。
猫と犬を同時に飼っていて、度々一緒に写っている。犬はリリィ、猫はチョコ。

## 主な出演作品

### 映画
- カイジ監督：佐藤東弥(主演：藤原竜也)

### CM
- 「午後の紅茶」

### 舞台
舞台（脚本・演出）
- 劇団fool全作品
- 代々木アニメーション学院 卒業公演演出（2012、2013、2014、2015）
- 第1回公演「夢」　2008年5月3日〜4日
- 第2回公演「天」　2008年12月13日〜14日
- 第3回公演「心」　2009年8月22日〜23日
- 第4回公演「理」　2010年9月10日〜12日
- 第5回公演「絆」　2011年3月4日〜6日
- 第6回公演「願」　2011年12月1日〜4日
- 番外公演「TRUTH」　2012年6月16日〜17日
- 第7回公演「希」　2012年11月15日〜18日
- 第8回公演「心〜祭演〜」　2013年5月31日〜6月2日
- 第9回公演「言〜コトノハ〜」　2013年11月28日〜12月1日
- 5S公演「時・間」　2014年5月26日〜6月1日
- 番外公演「極楽トンボの終わらない明日」　2014年11月13日〜11月16日
- 第10回公演「夢〜最炎〜」　2015年6月4日〜6月7日
- 第11回公演「魂」　2015年11月13日〜11月16日
- 第12回公演「闇・光」2016年6月8日〜6月12日
- 第13回公演「絆〜彩演〜」
- 第13回公演「言〜彩演〜」
- 第13回公演「華」
- 第14回公演「夢〜戦華〜」
- 劇団 東京 伝波時計旗揚公演『MISSION 10』
- 劇団 東京 伝波時計第2回公演『3r』
- 劇団 東京 伝波時計第3回公演『3r〜beginning〜』
- 劇団 東京 伝波時計第4回公演『黒の中で僕は……』
- 劇団居酒屋ベースボール本公演『狐雨の花嫁』
- 劇団居酒屋ベースボール本公演『owl children』フクロウガスム、鴟梟〜sikyo〜
- ドラマティック・カンパニー X 激富 GEKITONG 合同公演 『法螺〜A PACK OF LIES〜』　主演中尾隆聖
- ネコ脱出スペシャルプロデュース『座長芝居II』
- ネコ脱出スペシャルプロデュース『座長芝居III』
- ネコ脱出スペシャルプロデュース『座長芝居IV』
- 居酒屋ベースボール『クジラの歌』
- 居酒屋ベースボール『くるわに咲けと』
- 居酒屋ベースボール『七面鳥の追憶』
- 居酒屋ベースボール『人の類い、十二の亜種』
- 舞台天元突破グレンラガン炎劇編『その弐』『その参』
- ネコ脱出『空手親父』
- 劇団Boogie★woogie『弓張月』
- ガラ劇『メィル』
- t-produse 『雨ウツ音ナリツヅ9日々』
- カプセル兵団『ココロコロガシ』
- ガラ劇『キューブ』
- ベニバラ兎団下北沢音楽祭作品『Friday the 13th』
- 劇団時間制作『白紙の目次』
- FAP企画『拝啓、絶望殿』
- T-Riot『インビジブル・シャドウ』
- ソラリネ。『PANGEA』
- 轟DASHERS『四人の泥棒と少女のメモワール』
- 円盤ライダー『ジュラシックな夜』
- カプセル兵団『鬼泪〜激情編』
- ネコ脱出『夕焼けのヒーロー』
- ガラドラ『穴熊』
- 酔いどれ天使『エンジェルナイツ』
- 劇団時間制作『手を握ることすら出来ない』
- ふらりび『一握の紲』

吹き替え
- ダークフィールズ

外部脚本
- 轟DASHERS『リセット』
- ALT『空を繋ぐ事が出来たなら』